# Roberta Perkins
Roberta Perkins, née le 30 avril 1940 à Adélaïde et morte le 26 juin 2018 à Sydney, est une sociologue australienne et militante des droits des personnes transgenres et des travailleurs du sexe.

## Biographie
Roberta Perkins naît le 30 avril 1940 à Adélaïde.
Elle obtient en 1981 son doctorat avec une thèse sur le travestissement et la transidentité à l'université Macquarie de Sydney. Elle est l'une des premières femmes ouvertement transgenres à travailler sur ces thématiques.
Elle publie l'ouvrage The Drag Queen Scene: Transsexuals in Kings Cross en 1983, adapté de sa thèse.
Frank Walker (en), membre travailliste de l'Assemblée législative de Nouvelle-Galles du Sud et ministre de la Jeunesse (en), qui a lu ses travaux, lui confie un budget de 80 000 dollars australiens pour la création d'un refuge pour les personnes trans. La Tiresias House (rebaptisée par la suite en Gender Centre) est inaugurée en décembre 1983.
Dans les années 1980, elle milite pour les droits des personnes transgenres, en faisant notamment partie de l'Australian Transsexual Association : elle participe à transformer en groupe militant en 1982 ce qui était à l'origine un simple groupe de soutien.
Les travaux de Roberta Perkins portent également sur les travailleurs et travailleuses du sexe,. Fondatrice de l'Australian Prostitutes Collective NSW, elle milite pour la décriminalisation de la prostitution (en) en Australie, particulièrement en Nouvelle-Galles du Sud.
Roberta Perkins meurt le 26 juin 2018 à Sydney. Ses archives sont remises au Sex Workers Outreach Project USA (en).